# 1568
1568 (MDLXVIII) a fost un an bisect al calendarului iulian, care a început într-o zi de joi.

## Evenimente
- 9 martie: Se sfârșește a doua domnie a lui Alexandru Lăpușneanu (1564-1568).
- Recunoașterea oficială a unitarianismului în Transilvania.

## Nașteri
- 17 mai: Anna Vasa a Suediei, fiica regelui Ioan al III-lea al Suediei (d. 1625)
- 5 septembrie: Tommaso Campanella, filozof, teolog și poet italian (d. 1639)

- Jan Brueghel cel Bătrân, pictor și desenator flamand (d. 1625)

## Decese
- 15 ianuarie: Nicolaus Olahus, 75 ani, umanist și istoric de origine română, arhiepiscop de Esztergom și guvernator al Ungariei (n. 1493)
- 3 octombrie: Elisabeta de Valois (n. Isabel de Valois), 23 ani, regina lui Filip al II-lea al Spaniei (n. 1545)